# 王琳炜
王琳炜（1956年8月29日—），中国女子手球运动员。她在1984年洛杉矶夏季奥林匹克运动中，参加了女子手球比赛并获得铜牌。比赛期间，她一共贡献11粒进球。